# Extra Beveiligde Inrichting
L'Extra Beveiligde Inrichting (traduisible par « structure hautement sécurisée » et couramment appelé EBI) est un type de structure pénitentiaire de très haute sécurité existant dans le système pénitentiaire des Pays-Bas. L'une de ces structures fait partie de l'établissement pénitentiaire de Vught (nl), dont elle constitue l'unité n°5.
L'unité de Vught ainsi que la prison dont elle dépend sont situées dans la localité de Vught, dans la province du Brabant-Septentrional, dans le sud des Pays-Bas. Elle se trouve dans les bois aux confins de ce village à quelques kilomètres de Bois-le-Duc. Cette unité a été mise en service en août 1993,
L'EBI constitue la structure pénitentiaire la plus sécurisée des Pays-Bas où sont incarcérés les détenus plus dangereux du pays.

## Histoire
À l'aube du XXe siècle, les Pays-Bas sont victimes d'un nombre important d'évasions des prisons néerlandaises. Les centres sécurisés (Extra Beveiligde Afdelingen ou EBA) construits à Leeuwarden, Sittard, Hoogeveen et Rotterdam furent un échec. Au début d'années 1990, les autorités néerlandaises décident de construire un centre ultra sécurisé sur le territoire de Vught. Cet établissement est mis en fonction en août 1993. À ce jour (juillet 2022), aucun détenu ne s'en est évadé.

## Description
Extra beveiligd (plus hautement sécurisé) est le niveau le plus élevé des sept niveaux de sécurisation tels que définis par l'article 13 du principe pénitentiaire. L'EBI est le seul centre ayant ce niveau de sécurité aux Pays-Bas.
La prison a une capacité théorique de 24 détenus, à raison d'un par cellule.

## Prisonniers
- Mohammed Bouyeri, emprisonné à perpétuité depuis 2005[2] ;
- Soumaya Sahla, emprisonnée entre 2005 et 2008 ;
- Nordin Benallal, emprisonné entre 2007 et 2010 ;
- Willem Holleeder, emprisonné depuis 2015 ;
- Benaouf Adaoui, emprisonné depuis 2017 ;
- Rico Le Chilien, emprisonné depuis 2018;
- Gökmen Tanis, emprisonné à perpétuité depuis 2019 ;
- Ridouan Taghi, emprisonné à perpétuité depuis 2019[3] ;
- Mario Romo, emprisonné à perpétuité depuis 2019 ;
- Omar Lkhorf, emprisonné à perpétuité depuis 2020[4] ;
- Dino Soerel, emprisonné depuis 2020[5] ;
- Saïd Razzouki, emprisonné à perpétuité depuis 2021[6].
- Faissal Taghi, emprisonné depuis 2024.

## Événements notables

### Meurtre en 1999
En septembre 1999, un prisonnier a été frappé à mort au visage par un co-détenu. La victime est décédée sur place de ses graves blessures.

### Tentative de meurtre en 2011
Le 27 mai 2011, Mohammed Bouyeri, le meurtrier de Theo van Gogh, a tabassé son co-détenu Jesse Remmers à l'aide de chaussures de sécurité. La victime fut gravement blessée au visage. Remmers avait averti plusieurs fois la direction des envies de Bouyeri d'attenter à sa vie. Un an plus tard, Remmers fut transféré dans une autre prison, moins sécurisée.

### Suicide en 2015
En 2015, un prisonnier s'est suicidé après avoir passé deux ans dans l'EBI. La victime, Lau Geeraets avait été condamné à une peine de cinq ans dans cette prison.